# Mataco-Maca (jezična porodica)
Mataco-Macan.- jezična porodica američkih Indijanaca iz sjevernoargentinskog Chaca koja se sastoji od dvije glavne skupine, to su, viz.: 
1) Mataco
- Mataco-Mataguayo
  - Mataco (Matako, Wichí): Güisnay, Noctén.
  - Mataguayo: Abucheta, Hueshuo (ili Huexuo), Pesatupe, Véjoz.

- Chorotí-Ashluslay
  - Chorotí (Yofuaha).
  - Ashluslay (Axluslay): Chulupí (Ashluslay vlastiti), Suhin, Sotiagay (Sotirai), Tapiété.

2) Macá (Enimagá, Enimaca)
- - Enimagá: Maccá (Enimagá-Cochaboth)
  - Guentusé
  - Lengua-Juidgés (Juiadgés, Juidgés, Juaidgés)

## Jezici
- Iyojwa’ja Chorote,  [crt], Argentina, 800 (1982 N. Drayson).
- Iyo’wujwa Chorote, [crq], Argentina, 1.500; 8 u Boliviji (1982); 530 u Paragvaju (2007 Perik).
- Maka [mca] Paragvaj, 1.500 (2000 A. Chemhey).
- Nivaclé [cag] Paraguay, 13.700 (1991 SIL); 200 u Argentini.
- Wichí Lhamtés Güisnay [mzh], Argentina, 15.000 (1999).
- Wichí Lhamtés Nocten [mtp], Bolivija, 1.810 in Bolivia (1994).
- Wichí Lhamtés Vejoz [wlv], Argentina (100)[1]

## Vanjske poveznice
- Ethnologue (14th)
- Ethnologue (15th)